# Galgenberg (Montferland)
De Galgenberg is een van de heuvels in het bos- en natuurgebied Montferland in de provincie Gelderland en heeft een hoogte van 66,8 meter. De heuvel ligt juist ten westen van de Drieheuvelenweg, een van de twee verbindingswegen tussen 's-Heerenberg en Zeddam. De heuvel ontleent haar naam aan vroegere tijden, toen de Berghse galg op de top van de heuvel stond. Hiervan is niets meer zichtbaar. Wel is er op een plateautje vlak naast de top een panoramisch uitzicht richting het noorden. Op dit plateau ligt tevens een waterwinningsinstallatie.